# Общопрактикуващ лекар
Обща медицина е широка медицинска специалност, която се занимава с профилактиката, диагностиката, терапията и рехабилитацията при човешките болести. Това е най-широката специалност в медицината, по-обширна дори от вътрешните болести.

## Защо трябва да съществуват ОПЛ
- За осъществяване на профилактика е необходимо един лекар да познава и проследява житейското развитие на пациентите
- В по-малките населени места не може и няма как да има пълен набор от специалисти
- На пациентите не им е ясно дали и към какъв специалист трябва да се обърнат при даден проблем. Например болка в крака може да се дължи на травма (травматолог), на дискова херния (невролог), на отоци (съдов хирург, кардиолог), на ангиопатия (евентуален диабет – ендокринолог) и др. Диагностичната дейност на ОПЛ е изключително важна
- За повечето състояния в медицината критериите са относително условни. Това означава, че различните мнения на различните специалисти ще бъдат противоречиви. Крайното мнение трябва да бъде на лекар, който има общ поглед върху медицината и е желателно да познава пациента. Това е функция на ОПЛ.
- Намаляване на разходите за здравеопазване. Една от основните цели на реформите е намаляването на болничните легла в здравеопазването и достигане до европейските нива[1]

## ОПЛ в България
В България масово се използва думата GP, което идва от английското General Practitioner. Това са лекари, които масово се ползват с неуважение, на които се прехвърлят изключително много отговорности срещу т.нар. капитационно заплащане, при лоши условия на труд. То представлява фиксирано заплащане според броя на пациентите, записани в листата му и е около лев/пациент. Задължителните дейности, които трябва да извършва един личен лекар са определени в специална наредба и представляват почти всички причини за посещение на пациента при лекаря. Като цяло лошата тенденция в здравеопазването се наблюдава не само при ОПЛ, но и при всички лекари в страната и здравеопазването като цяло. Според справка на Министерството на здравеопазването за 2008 г. в България има изключително нисък брой на медицинските сестри в България и застаряващи лекари (ср. възраст 54 години). Причината за застаряването на лекарите е бягството им в чужбина, където условията са значително по-добри.
В България съществува одобрен стандарт за общата медицинска практика, който урежда всички изисквания и правомощия на ОПЛ.

## Функции на общопрактикуващия лекар
Основната функция е превантивната, т.е. профилактиката. Задачата на общопрактикуващия лекар е да открие своевременно рисковите фактори у индивида, да проследява, да намали или премахне риска от развитие на дадено заболяване. ОПЛ основно се занимава с превенция на основните хронични заболявания: Артериална Хипертония, Диабет, рак с различна локализация (рак на гърдата, шийката на матката, дебелото черво и др.), хронични заболявания на дихателната система (ХОББ), ревматологични заболявания (остеопороза) и др.
Проследява развитието на пациентите си и своевременно сигнализира за отклонения в развитието (предимно деца, но и възрастни).
Диагностична и лечебна дейност – ОПЛ диагностицира заболяванията, назначава съответната терапия и проследява лечението. ОПЛ разполага с по-ограничени възможности, като например липса на необходимата специализирана апаратура. При необходимост от повече изследвания или трудности в диагностиката ОПЛ насочва пациентът за консултация с тесен специалист.
ОПЛ е най-близо до пациентът и е негов съветник. Личния лекар познава най-добре състоянието на Човека и може да даде мнение, което е най-правилно за дадената ситуация (тук се намесват множество фактори, дори и немедицински). Пациентите имат доверие на личния си лекар и се консултират с него за всякакви въпроси, свързани със здравето.
Образователна функция – ОПЛ трябва да обучава своите пациенти как да променят начина си на живот при наличие на рискови фактори за развитие на дадено заболяване, да обучава и подсеща пациентите си за вредата от тютюнопушене и алкохола, да консултира за прием на медиакменти (противозачатъчни, хормонозаместителна терапия и др.) и т.н. ОПЛ е един уважаван лекар, до който пациентите се допитват и зачитат мнението му.
Диспансерна функция – ОПЛ трябва да диспансеризира пациенти със съответни социално-значими заболявания: Артериална хипертония, диабет, исхемична болест на сърцето, доброкачествена хиперплазия на простатната жлеза, анемии и др.

## История на общата медицина в България
В началото на развитието на медицината всички лекари са били общопрактикуващи. Впоследствие специалностите се раздробяват и след завършване на медицина лекарите се насочват към определена специалност. Тази схема се оказва неефективна, нерентабилна и некачествена. Пациентите посещават свободно избран от тях лекар, без това да носи дивиденти на лекаря, съответно пациентите биват „претупвани“. В същото време в по-малките и отдалечени места се чувства осезаем недостиг на лекари. Утвърждава се задължителната практика на лекарите след завършването им в отдалечени населени места, което довежда множество млади и неопитни лекари, без практически умения да лекуват хората по селата. Практиките се сменят на всеки няколко години и новопостъпилия доктор не знае нищо за заболяванията на хората. Той започва да тества същите медикаменти и методи, които неговият предшественик вече е изпробвал. В градовете се утвърждават практики от участъкови лекари, като всеки лекар отговаря за определен участък (район), което също се оказва неефективно. Накрая, едва през 2000 година със старта на здравната реформа в България – ние поглеждаме към чужбина и заимстваме от тях общата медицина. Така един лекар отговаря за своя пациентска листа. Всеки един пациент има свободата да избере друг лекар, ако не е доволен от неговия, като това поставя основите на конкуренцията.

## Методи на изследване на вътрешните болести
- Анамнеза
- Статус
- ЕКГ
- Ултразвук
- Лабораторни изследвания

и др.

## Общ задължителен профилактичен преглед в България
Профилактичния преглед в България е задължителен и при неявяването на пациента – той подлежи на санкция. При липса на каквито и да е симптоми и отклонения, проф. преглед се прави един път в годината и включва:
- Анамнеза
- Статус
- ЕКГ
- Изследване на зрителна острота
- Измерване на артериално налягане
- Изследване на урина с тест ленти
- Изследване на кръв – липиден профил: холестерол, HDL холестерол, триглицериди (един път на 5 години)
- Изследване на кръв (при наличие на рискови фактори) – кръвна захар на гладно
- За жени – мануална палпация на млечни жлези
- За жени – цитонамазка (отпаднала)

Всички тези дейности са задължителни, но не покриват всичко което може да бъде направено. Всичко се прави от ОПЛ (с изключение на кръвните лабораторни изследвания). Личният лекар целенасочено търси рискови фактори, както и сравнява промените с предишните профилактични прегледи (открива затлъстявания, рано открива евентуална хипертояния или диабет и др.). Профилактичния преглед в България е безплатен. За него пациентът дължи само потр. такса.
През 2011 година профилактичния преглед е променен. Изследванията се извършват един път на 5 години, но включват и PSA /за мъже над 45 години/ или мамография /за жени над 45 години/.

## Диспансеризации
Общопрактикуващият лекар в България отговаря и за едни от най-често срещаните хронични заболявания. Тук се включват Артериална Хипертония, Неинсулинозависим диабет, Хипотиреоидизъм и др. Лекарят провежда необходимия брой прегледи (обикновено се заплащат до 4 прегледа годишно) и проследява състоянието на болния. Ако е необходимо дава своите препоръки и променя терапията му. Консултира пациентите си за възможни усложнения, лекарствени взаимодействия и пр.

## Документи
Всички необходими медицински документи се издават от или със съдействието на ОПЛ. Тук се включват: документ за издаване на правоспособност за шофиране, документ за започване на нова работа, документи за застраховки, временна нетрудоспособност (болнични) и др. Тази функция не е задължителна и може да бъде извършена от повечето лекари в България.

## Обучение
Винаги ОПЛ е необходимо да завърши медицина и след това да специализира. Специализацията по ОМ е уредена в различните страни по различен начин: България – мин. 3 години, Дания – 6 години (една година работа и 5 години специализация), Белгия – 3 години, Англия – 3 години обучение и 1 – 2 стаж, Канада – 3 години и САЩ – 4 години.